# K2-72e
K2-72e هو كوكب خارجي من المحتمل أن يكون صخريًا، يدور داخل المنطقة الصالحة للحياة للنجم القزم الأحمر K2-72. تم اكتشافها من قبل مسبار كيلبر. يبعد الكوكب عن الأرض حوالي 217.1 سنة ضوئية (66.56 فرسخ فلكي ، أو ما يقرب من 2.0538 × 1015 كم) في كوكبة الدلو.
تبلغ كتلة هذا الكوكب 2.21 من كتلة كوكب الأرض وتستغرق دورته المدارية حوالي 24.2 يوم حتى تكتمل.